# Abrawayaomys chebezi
Abrawayaomys chebezi är en gnagare i underfamiljen Sigmodontinae som förekommer i Sydamerika. Fram till 2009 listades endast den brasilianska taggrisråttan i släktet Abrawayaomys.
Hos Abrawayaomys chebezi är svansen längre än huvud och bål tillsammans och det finns en tofs av bruna hår vid svansens spets. Liksom hos den brasilianska taggrisråttan är individernas längd med svans 20 till 29 cm. Håren har ljusa och mörka avsnitt vad som ger ett spräckligt utseende. I pälsen är många taggar inblandade som har svarta spetsar.
Arten förekommer i provinsen Misiones i nordöstra Argentina samt i angränsande regioner av Brasilien och Paraguay. Habitatet utgörs främst av skogar med växter av släktena Matayba, Begonia och muhlygräs. Individerna besöker även intill liggande landskap som förändrades av människor.
Denna gnagare jagas av tornugglan.
Beståndets storlek är inte känd. IUCN listar Abrawayaomys chebezi med kunskapsbrist (DD).